# ダイダロス計画
ダイダロス計画（ダイダロスけいかく、英語: Project Daedalus）は、英国惑星間協会 (BIS) が1973年から1978年にかけて行った、恒星間を航行する原子力推進宇宙船の研究における航宙計画である。アラン・ボンド率いる多数の科学者やエンジニアが参加した。名前はギリシア神話のダイダロスにちなんでいる。

## 概略

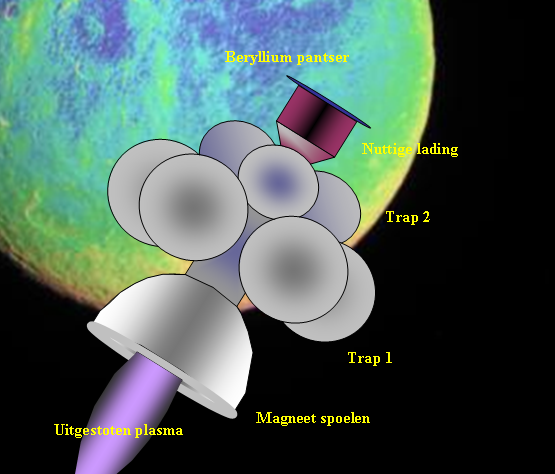
ダイダロスロケットの模式図

目的地は、太陽系から約5.9光年の地点にある、へびつかい座のバーナード星（1960年代に惑星が発見されたとの報告があったが、1970年代に誤りとされた。21世紀になってから再度、惑星の存在が指摘されている）を想定した。
この航宙に使用する恒星間宇宙船ダイダロス号は地球軌道に（訳注: 「地球の衛星軌道」ではない）建設され、2段式の宇宙船として考えられていた。全長は195.3メートル、54,000トンの初期質量を持ち、そのうち燃料が50,000トンで、実質的なペイロードは450トンである。第1段は2.05年間動作し、宇宙船を光速の7.1%まで加速した後、放棄される。第2段は1.76年間で宇宙船を光速の12%まで加速して停止、その後は46年間の慣性飛行を行う。
このスペックは化学ロケットの能力を超えており、またオリオン計画で研究されたような、普通の核爆弾を爆発させるタイプの原子力ロケットの能力さえも超えていた。そこでダイダロスでは、電子ビームによる重水素/ヘリウム3のレーザー核融合を使い、間断なく爆発を連続させる推進法が考えられた。1秒間に250個の燃料ペレットを核融合爆発させ、そこから生じたプラズマを磁場によるノズルにより制御する（原子力ロケットの詳細は原子力推進の記事を参照）。
ダイダロスの第1段では、毎秒250回、2.5ギガジュールの電子ビームを数グラムの燃料に打ち込んで核融合を起こさせるが、このときの出力は100億キロワット= 136億馬力にも達する。人類が開発したロケットエンジンで最大の出力を持つサターンV第1段のF-1ロケットエンジン5基の総出力が約1.6億馬力であることを考えると、まさに桁違いの出力といえる。第2段は、電子ビームのエネルギー、燃料の質量、核融合による出力ともに、第1段よりほぼ1桁小さい。しかしプラズマの排出速度はほぼ等しい（秒速 約1万キロメートル）。
核融合推進の中でも、重水素とヘリウム3の混合物を燃料とする方式は、核融合反応によって生み出されるエネルギーのほとんどすべて（93-100％）が推進力として有効な荷電粒子（プラズマ）に変わるため、もっともエネルギー効率が高いとされる。この場合、宇宙船の最適噴射速度は光速の8.94％（秒速2万6820キロメートル)である。しかしダイダロス計画では推進剤の噴射速度は最適値まで上げられず光速の約3％（秒速 約1万キロメートル）と計算されている。平均推力は第1段が7.5メガニュートン、第2段が663キロニュートンである。
また、これらの推進システムは、第1段の質量が944トン、核融合を起こす反応室の半径は50メートルであり、第2段の質量は220トン、反応室の半径は20メートルである。核融合で発生したプラズマを押し返して宇宙空間に排出・噴射させるための磁場は、4組の超電導コイルによって発生させる。

### その他の核融合パルス推進の研究
恒星間宇宙探査ではなく、未来の太陽系内輸送機関として考案されたものとして、ローレンス・リバモア国立研究所でロデリック・ハイド（ロードリック・ハイデ）、J・ナッコールズらが1971年から研究を続けていたレーザー・パルス核融合ロケットがある。
1983年にハイドがまとめた設計案によれば、この宇宙船の自重は486トン、パルス周期は毎秒100発で最大推力は3メガニュートンとなっている。太陽系のそれぞれの惑星が地球にもっとも接近している時に最大加速で飛行すれば、火星までは9日、木星までなら約40日、冥王星へも約154日で人員を送り届けることができるという。1500トンの貨物を積んだ場合でも、その2倍強の時間しかかからない。

## 関連したフィクション
- 『航空宇宙軍史』
- 『ボクはロケット!』 - げんき かいによる漫画作品。ダイダロス号をモデルとしたアルファケンタウリへの航行を目的としたロケット「アルファー01」が登場する。
- 『もし星が神ならば』 - グレゴリー・ベンフォードによるSF小説。地球から30光年離れた母星から数世紀を掛けて太陽系に飛来した宇宙人の恒星船である「核融合爆弾推進式巨大恒星間宇宙船」が登場する(地球を訪れる旅の途中に地球人類以外の知的生命体とも遭遇しており、コールドスリープ技術等の寿命延長処置も用いず、母星離脱時の搭乗員である300歳以上の高齢者のみで『母星から地球までの往復』という死を賭けた任務に挑んでいる。核融合推進の中でも、重水素とヘリウム3の混合物を燃料とする方式は、“核融合反応によって生み出されるエネルギーのほとんどすべて（93-100％）が推進力として有効な荷電粒子（プラズマ）に変わる”ため、もっともエネルギー効率が高いとされる。この場合、宇宙船の噴射速度を最適値まで上げられた場合、宇宙船の最適噴射速度は“光速の8.94％（秒速2万6820キロメートル)”であるが、光速の1割未満の速度では“片道30光年の距離を走破するのに、ほぼ335年7ヶ月”という世紀単位の年月を要する。巨大な磁場を展開して、星間物質による抗力を宇宙船のブレーキとして利用するマグネティックセイルによる恒星間飛行技術を保持するなど地球人とは隔絶した科学力を持っている。
- 『アルファ』 - 目的地に到達したダイダロス船内を舞台としたアドベンチャーゲーム。

## 参考資料
- 『最新宇宙飛行論 はるかなる未来文明への飛翔系』（発行：学習研究社・1991年11月1日発行）
- 『最新宇宙技術論 「地球閉鎖系」から「宇宙開放系」へ－宇宙進出100年計画－』（発行：学習研究社・1989年7月1日発行）